# بليحاء صغيرة الثمار
البليحاء صغيرة الثمار (باللاتينية: Reseda microcarpa) نوع نباتي من جنس البليحاء.

## الموئل والانتشار
موطنها المشرق العربي.

## الوصف النباتي
نبات عشبي.